# Yan Ying
Yan Ying (chinesisch 晏嬰 / 晏婴, Pinyin Yàn Yīng, W.-G. Yen Ying; ca. 589–500 v. Chr.), auch Pingzhong bzw. Yanzi (晏子,  Yen-tzu – „Meister Yan“), war ein Politiker und Staatsmann im Staate Qi unter verschiedenen Herrschern der Zeit der Frühlings- und Herbstannalen. Er stammte aus Yiwei (heute Gaomi, Provinz Shandong). Yan war Minister und Ratgeber der Herzöge Ling, Zhuang und Jing des Staates Qi.
Im Han-Ying Zhongguo zhexue cidian  werden seine Verdienste folgendermaßen zusammengefasst: „Er war berühmt für seine Fürsprache und Genügsamkeit sowie für seine mutigen und geschickten Ermahnungen gegen seinen Herrscher. Er stand dafür, einen Staat durch Anstand in der Politik zu regieren und vertrat die Ansicht, dass Souverän und Untertanen in ihren Beziehungen harmonisch sein sollten, aber in ihren Ansichten unterschiedlich sein könnten.“

## Frühling und Herbst des Meisters Yan
Die Schrift Yanzi chunqiu (晏子春秋,  Yen-tzu ch'un-ch'iu – „Frühling und Herbst des Meisters Yan“) bzw. kurz Yanzi (晏子,  Yen-tzu – „Meister Yan“), eine Sammlung von Geschichten über das Leben und das politische Wirken des Staatsmannes, wird für gewöhnlich ihm zugeschrieben. Es ist ein philosophiegeschichtlich bedeutendes Werk des chinesischen Altertums. Seit der Tang-Zeit äußerten viele Gelehrte Zweifel an der Autorschaft. Das Buch besteht aus 215 Kapiteln. Von einigen Geschichtsgelehrten wurde es als mohistische Schrift betrachtet, weil es für Genügsamkeit eintritt und an einigen Stellen den Konfuzianismus kritisiert. Eine wichtige Ausgabe davon ist die im Congshu namens Sibu congkan mit einer fotografischen Reproduktion eines Typendrucks aus der Zeit der Ming-Dynastie.